# Song'e Napule
Song'e Napule è un film italiano del 2013 diretto dai Manetti Bros.

## Trama
Paco Stillo, giovane napoletano diplomato in pianoforte al conservatorio, è molto talentuoso ma disoccupato. Su insistenza della mamma e grazie alla raccomandazione di un noto politico locale, riesce ad entrare nella Polizia, dopo un divertentissimo colloquio con il questore Vitali, prestando servizio come addetto al deposito e smistamento di merci sequestrate. Viene notato, un giorno, dal commissario della squadra anticrimine Cammarota mentre suona un pianoforte facente parte di una refurtiva sequestrata alla camorra. Senza mezze misure il commissario, un tipo pratico ed uomo di azione, riesce a trasferirlo nella sua squadra con l'intento di farlo inserire nella band del cantante neomelodico Lollo Love, rimpiazzando il tastierista che si trova agli arresti. L'intento di Cammarota è quello di approfittare del concerto che Lollo terrà al matrimonio della figlia del camorrista Gennaro Scornaienco per catturare il latitante e sanguinario killer Ciro Serracane, detto "O' fantasma" perché nessuno l'ha mai visto in volto, utilizzando Paco come infiltrato.
È così che Paco è costretto a vestire i panni del nuovo tastierista, con il nome d'arte Pino Dinamite, e tuffarsi nel mondo della musica neomelodica, parecchio lontana dai suoi gusti. Inizialmente a disagio, imparerà ad interagire con il mondo della napoletanità che non sente proprio, ed instaurerà una forte amicizia con Lollo Love, non plus ultra del cantante neomelodico, ma buono ed onesto di carattere. Si innamorerà di Marianna, sorella di Lollo a cui sembra piacere fin dal primo momento e che conosce per caso, prima di entrare nella band, mentre compra dei dischi di Lollo Love in uno store Feltrinelli dove lei fa la cassiera. Marianna confesserà a Paco che il manager del fratello non fa altro che sfruttarlo soffocando la sua vena artistica, limitando i suoi concerti a matrimoni di boss facoltosi dai quali ricava molto denaro. Dopo uno strano provino fatto a colpi di calcio balilla, Lollo, a cui inizialmente non sembrano interessare le doti musicali di Pino poiché cerca un componente che suoni con il cuore più che con la testa, prende in simpatia Pino Dinamite e lo ingaggia nella band.
Col tempo Paco si affezionerà sempre di più ai nuovi amici e convincerà il questore Vitali a cambiare i piani del commissario: il boss sarà catturato solo una volta che Paco lo avrà individuato e quando la festa di matrimonio sarà finita, temendo che in un probabile scontro a fuoco durante il matrimonio i suoi amici, nonché tutti i presenti, possano essere coinvolti in una carneficina. In questo modo però, come spiegherà il commissario, se qualcosa dovesse andare storto Paco non avrà la necessaria copertura. Arriva il giorno del concerto, e Lollo con la sua band si presenta a casa del boss Scornaienco. Prima di entrare a tutti è chiesto di consegnare i telefonini. Durante il concerto Paco individua il latitante, e cerca di trovare un modo per contattare il commissario che con la sua squadra è appostato fuori dalla villa del boss. Paco riesce a farsi aiutare da una persona, che gioca con dei bambini a registrare la voce su un telefonino, facendoselo prestare con una scusa. Avverte il commissario che il tipo sospetto è appena uscito dalla villa in auto. Il commissario corre all'inseguimento, ma con sua grande sorpresa scopre che si tratta di un assessore colluso con i camorristi e non dell'uomo a cui stanno dando la caccia, perché senza il segno inequivocabile del dito medio della mano destra mozzato.
Intanto mentre la band se ne sta andando, viene prelevato Pino Dinamite, con una scusa, dalla stessa persona che gli aveva prestato il telefonino il quale ha sentito la registrazione della chiamata di Paco al commissario. Mentre stanno per entrare in una stanza, Paco si accorge che questi altri non è che Serracane (detto "O' fantasma" perché ormai se n'era persa ogni traccia) notando il dito menomato. Riesce quindi a fuggire, ma viene braccato dagli scagnozzi di Scornaienco, deciso a far fuori lui e l'intera band di Lollo Love, che intanto, per fortuna, si accorge che qualcosa non va e decide di intervenire. Durante alcune fasi concitate, in cui Scornaienco rimane ucciso per errore dallo stesso Serracane, quest'ultimo fugge a bordo di un'auto. Lollo ruba un'altra auto, vi fa salire anche Paco, prima che possa essere ucciso dagli scagnozzi, e insieme corrono all'inseguimento del latitante per le strade di Napoli, rincorrendolo fino ad un vicolo in cui i due amici si dividono. Lollo viene preso in ostaggio. Per salvarlo, Paco si butta addosso a Serracane ed entrambi precipitano da una notevole altezza. Nella caduta, Serracane rimane ucciso. Il questore, giunto sul luogo, si complimenta con Paco, che però rassegnerà le dimissioni da lì a poco, intenzionato a proseguire l'avventura musicale con i nuovi compagni.
Il film termina con Lollo, Marianna e Paco fuori dalla casa del manager del cantante, dove Paco si era recato poco prima per risolvere il contratto che costringeva Lollo Love a sottostare alle condizioni che il discografico gli imponeva, ed insieme si allontanano parlando del futuro, e felici dell'amicizia che ormai lega Paco e Lollo, oltre che dell'amore sbocciato tra Paco e Marianna.

## Produzione
Il film è stato prodotto da Luciano, Lea e Dania Martino per Devon Cinematografica con Rai Cinema.

## Distribuzione
Il film è stato presentato al Festival internazionale del film di Roma, nella sezione Fuori Concorso, il 10 novembre 2013 ed è uscito nelle sale cinematografiche italiane il 17 aprile 2014.

## Accoglienza
Le recensioni danno un voto di media di 81 su 100.
Ha incassato un totale di 635.000 euro

## Riconoscimenti
- 2014 - David di Donatello
  - Miglior musicista a Pivio e Aldo De Scalzi
  - Migliore canzone originale ('A verità) a Nelson, Franco Ricciardi, Garofalo, Rosario Castagnola, Francesco Liccardo, Sarah Tartuffo
  - Candidatura Migliori effetti speciali a Palantir Digital Media
- 2014 - Nastro d'argento
  - Migliore commedia a Manetti Bros.
  - Migliore attore non protagonista a Carlo Buccirosso e Paolo Sassanelli
  - Migliore canzone originale (Song'e Napule) a C. Di Risio, F. D'Ancona e Giampaolo Morelli
  - Miglior colonna sonora a Pivio e Aldo De Scalzi
  - Candidatura Migliore attore protagonista a Giampaolo Morelli e Alessandro Roja
  - Candidatura Migliori costumi a Daniela Salernitano
- 2014 - Globo d'oro
  - Miglior musica a Pivio e Aldo De Scalzi
  - Candidatura Miglior commedia a Manetti Bros.
  - Candidatura Migliore attore a Alessandro Roja
- 2014 - Bari International Film Festival
  - Premio Alberto Sordi - Miglior attore non protagonista a Carlo Buccirosso
  - Premio Ennio Morricone - Migliori musiche a Pivio e Aldo De Scalzi
- 2014 - Sudestival
  - Miglior film - Giuria Popolare
  - Miglior film - Giuria Giovani